# 938
Năm 938 là một năm trong lịch Julius.

## Sự kiện
- Trận Bạch Đằng, 938 do Ngô Quyền lãnh đạo thắng lợi, đánh đuổi quân Nam Hán lần thứ 2, mở ra thời kỳ độc lập tự chủ lâu dài trong lịch sử Việt Nam.

## Mất
- Kiều Công Tiễn, vị Tiết độ sứ thứ năm của Việt Nam trong thời Tự chủ.
- Lưu Hoằng Tháo, vị hoàng tử và tướng lãnh nhà Nam Hán thời Ngũ Đại Thập Quốc